# Darío Jara Saguier
Darío Jara Saguier (Asunción, 27 gennaio 1930 – 22 gennaio 2023) è stato un calciatore paraguaiano, di ruolo attaccante.

## Carriera
Fu capocannoniere del campionato paraguaiano nel 1949 e nel 1950.